# Palausolfjäderstjärt
Palausolfjäderstjärt (Rhipidura lepida) är en fågel i familjen solfjäderstjärtar inom ordningen tättingar.

## Utbredning och systematik
Fågeln förekommer i Palau (från Babelthuap till Peleliu). Den behandlas som monotypisk, det vill säga att den inte delas in i några underarter.

## Status
Arten har ett begränsat utbredningsområde, men beståndet anses vara stabilt. IUCN kategoriserar arten som livskraftig.